# Campeonato Paulista de Futebol de 1998 - Série A3
O Campeonato Paulista de Futebol de 1998 - Série A3 foi a 45.ª edição da competição de futebol de São Paulo, equivaleu ao terceiro nível do futebol do estado.

## Participantes
| Grupo A - Atlético Sorocaba (Sorocaba) - Mauaense (Mauá) - Nacional (São Paulo) - Rio Preto (São José do Rio Preto) - São Bento (Sorocaba) - São Caetano (São Caetano do Sul) - Taubaté (Taubaté) - União Mogi (Mogi das Cruzes) | Grupo B - Bandeirante (Birigüi) - Ferroviára (Araraquara) - Garça (Garça) - Internacional (Bebedouro) - Jaboticabal (Jaboticabal) - Olímpia (Olímpia) - Taquaritinga (Taquaritinga) - XV de Jaú (Jaú) |